# Кубок Італії з футболу 1966—1967
Кубок Італії з футболу 1966—1967 — 20-й розіграш Кубка Італії з футболу. У турнірі взяли участь 38 італійських клубів. Вперше титул кубка Італії здобув «Мілан», який у фіналі переграв «Падову», що на момент проведення турніру виступала у Серії B.

## Календар
| Раунд            | Дата                        | Матчі | Клуби   |
| ---------------- | --------------------------- | ----- | ------- |
| Перший раунд     | 3-7 вересня 1966            | 17    | 38 → 21 |
| Перехідний раунд | 28 вересня 1966             | 1     | 21 → 20 |
| Другий раунд     | 2 листопада - 4 грудня 1966 | 8     | 20 → 12 |
| Третій раунд     | 15 лютого - 1 березня 1967  | 4     | 12 → 8  |
| 1/4 фіналу       | 4 травня - 4 червня 1967    | 4     | 8 → 4   |
| 1/2 фіналу       | 7 червня 1967               | 2     | 4 → 2   |
| Фінал            | 14 червня 1967              | 1     | 2 → 1   |

## Перший раунд
| Команда 1       | Рахунок | Команда 2   |
| --------------- | ------- | ----------- |
| 3 вересня 1966  |         |             |
| Ареццо (2)      | 1:0     | Кальярі     |
| 4 вересня 1966  |         |             |
| Катанія (2)     | 0:1     | Лаціо       |
| Катандзаро (2)  | 1:3     | Фоджа       |
| Ліворно (2)     | 0:0 дч* | Віченца     |
| Модена (2)      | 0:0 дч* | СПАЛ        |
| Новара (2)      | 1:4     | Лекко       |
| Падова (2)      | 2:1 дч  | Венеція     |
| Палермо (2)     | 2:2 дч* | Рома        |
| Піза (2)        | 0:3     | Мілан       |
| Реджана (2)     | 1:0 дч  | Мантова     |
| Реджина (2)     | 0:1 дч  | Мессіна (2) |
| Салернітана (2) | 1:0 дч  | Потенца (2) |
| Сампдорія (2)   | 1:0     | Дженоа (2)  |
| Савона (2)      | 0:1 дч  | Ювентус     |
| Варезе (2)      | 4:1     | Аталанта    |
| Верона (2)      | 1:0     | Брешія      |
| 7 вересня 1966  |         |             |
| Алессандрія (2) | 0:1     | Торіно      |

* - Віченца, Модена та Палермо пройшли до наступного раунду після жеребкування.

## Перехідний раунд
| Команда 1       | Рахунок | Команда 2  |
| --------------- | ------- | ---------- |
| 28 вересня 1966 |         |            |
| Реджана (2)     | 1:0     | Верона (2) |

## Другий раунд
| Команда 1         | Рахунок      | Команда 2       |
| ----------------- | ------------ | --------------- |
| 2 листопада 1966  |              |                 |
| Ювентус           | 3:0          | Ареццо (2)      |
| Мілан             | 5:2 дч       | Модена (2)      |
| Сампдорія (2)     | 1:0          | Салернітана (2) |
| 16 листопада 1966 |              |                 |
| Варезе (2)        | 0:0 пен. 7:6 | Реджана (2)     |
| 27 листопада 1966 |              |                 |
| Фоджа             | 0:3          | Віченца         |
| Лаціо             | 0:2          | Лекко           |
| 30 листопада 1966 |              |                 |
| Торіно            | 4:0          | Мессіна (2)     |
| 4 грудня 1966     |              |                 |
| Падова (2)        | 3:2          | Палермо (2)     |

## Третій раунд
| Команда 1      | Рахунок      | Команда 2  |
| -------------- | ------------ | ---------- |
| 15 лютого 1967 |              |            |
| Падова (2)     | 3:0          | Варезе (2) |
| Сампдорія (2)  | 1:1 пен. 3:4 | Лекко      |
| 1 березня 1967 |              |            |
| Ювентус        | 5:2 дч       | Віченца    |
| Мілан          | 4:2          | Торіно     |

## 1/4 фіналу
| Команда 1      | Рахунок      | Команда 2  |
| -------------- | ------------ | ---------- |
| 4 травня 1967  |              |            |
| Лекко          | 1:2          | Мілан      |
| Падова (2)     | 2:1 дч       | Наполі     |
| 4 червня 1967  |              |            |
| Інтернаціонале | 1:0          | Фіорентіна |
| Сампдорія (2)  | 1:1 пен. 3:4 | Ювентус    |

## 1/2 фіналу
| Команда 1     | Рахунок | Команда 2      |
| ------------- | ------- | -------------- |
| 7 червня 1967 |         |                |
| Падова (2)    | 3:2     | Інтернаціонале |
| Ювентус       | 1:2 дч  | Мілан          |

## Фінал
| 14 червня 1967 |

| «Мілан»      | 1:0 | «Падова» (2) |
| ------------ | --- | ------------ |
| Амарілдо 49' |     |              |

| «Стадіо Олімпіко», Рим Арбітр: Маріо Бернардіс |